# Fossa comune

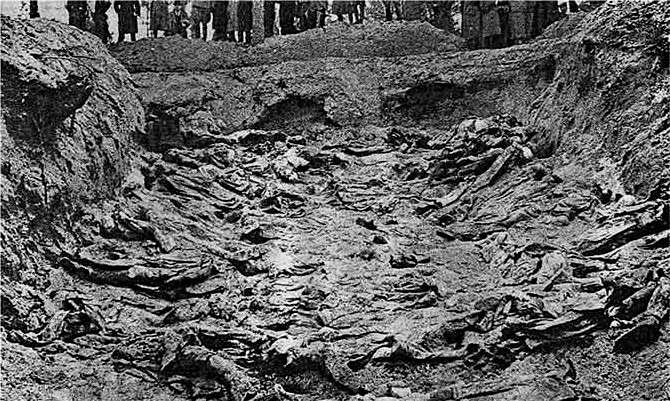
Una delle fosse del massacro di Katyn', dove l'NKVD uccise centinaia di ufficiali polacchi, poliziotti, intellettuali e prigionieri di guerra.

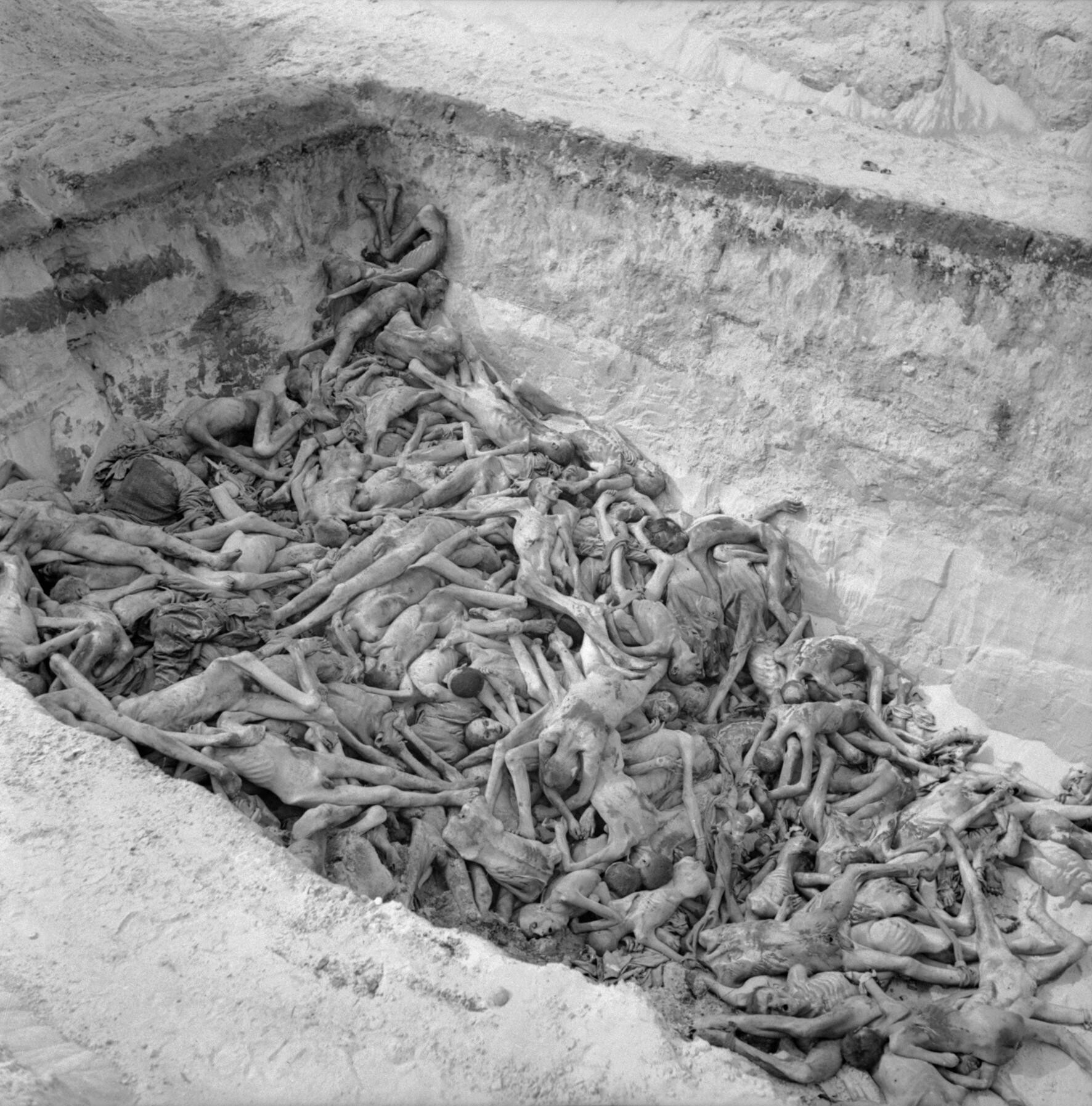
Una fossa comune presso il campo di concentramento di Bergen-Belsen.

La fossa comune è una buca destinata alla tumulazione di più cadaveri.

## Descrizione
In passato veniva molto usata per seppellire i cadaveri di persone povere che non potevano permettersi un monumento funebre o una sepoltura individuale.
In genere, durante le guerre, viene usata per seppellire in maniera rapida i soldati e le persone cadute, oppure in caso di epidemia o pandemia per seppellire l'alto numero di morti. 
In alcuni casi, viene usata come mezzo di sepoltura di massa per tentare di occultare genocidi e altri crimini di guerra.